# 海馬村
海馬村（日语：／ Kaiba mura */?）是日本統治下的樺太廳的已不存在的一村，位處海馬島上。